# Lacerta (zoologia)
Lacerta Linnaeus, 1758 è un genere di rettili  della famiglia Lacertidae, che comprende alcune specie comunemente chiamate lucertole o ramarri.

## Tassonomia
Comprende le seguenti specie:
- Lacerta agilis Linnaeus, 1758 - lucertola degli arbusti
- Lacerta bilineata Daudin, 1802 - ramarro occidentale
- Lacerta media Lantz & Cyrén, 1920
- Lacerta mostoufii Baloutch, 1976
- Lacerta pamphylica Schmidtler, 1975
- Lacerta schreiberi Bedriaga, 1878 - lucertola di Schreiber
- Lacerta strigata Eichwald, 1831
- Lacerta trilineata Bedriaga, 1886 - ramarro gigante
- Lacerta viridis (Laurenti, 1768) - ramarro orientale